# Прассинос, Жизель
Жизе́ль Прассино́с (фр. Gisèle Prassinos; 26 февраля 1920, Константинополь — 15 ноября 2015, Париж) — французская писательница, поэтесса и художница, близкая к сюрреализму. Автор романов, сказок, новелл, поэтических сборников.

## Биография и творчество
Жизель Прассинос родилась в 1920 году в Константинополе, в семье греческого происхождения. Её отец, Лисандр Прассинос, был преподавателем французской литературы и главным редактором греческого журнала «Логос» (Λόγος). Старший брат Жизель, Марио, стал известным художником.
В 1922 году семья Прассинос, из-за греко-турецкой войны, переехала во Францию, где поселилась вначале в Пюто, а затем в Нантере. В четырнадцатилетнем возрасте Жизель начала писать модные в то время «автоматические тексты», которые привлекли внимание её брата и, через посредство знакомых последнего, попали на глаза Бретону и Элюару. Восхищённые юным дарованием, сюрреалисты зачислили «женщину-ребёнка» в свои ряды. Широко известна фотография Ман Рэя 1934 года, на которой Жизель читает свои стихи Бретону, Элюару, Бенжамену Пере, Рене Шару и другим. Сама Прассинос впоследствии утверждала, что стала сюрреалистом случайно: «…меня притаскивали на площадь Бланш, показывали, будто диковинного зверька, а однажды мне пришлось прямо там написать коротенький текст, чтобы все убедились, что я действительно умею это делать». К сюрреализму, по её собственным словам, она была равнодушна, но быстро уловила, чего от неё ждут, — непредсказуемости, фантазии, абсурда, — и продолжала писать в соответствующем духе. Первые стихотворения Прассинос были опубликованы в 1934 году в престижных журналах «Minotaure» и «Documents 34», а в 1935 году вышла первая её книга «La Sauterelle Arthritique» («Артритический кузнечик») с предисловием Элюара. В 1938 году Прассинос была упомянута в «Кратком словаре сюрреализма» («Dictionnaire abrégé du Surréalisme»); в 1940 году, несмотря на то, что к тому времени она отошла от сюрреализма, Андре Бретон включил её в свою знаменитую «Антологию чёрного юмора».
В 1930-х годах были изданы несколько сборников стихотворений и сказок Прассинос, в том числе «Quand le bruit travaille» (1936), «La Lutte double» (1938), «Le Feu maniaque» (1939) и другие. В период Второй мировой войны и в послевоенные годы она ничего не писала, занимаясь исключительно переводами греческой литературы (в частности переводила, совместно с мужем Пьером Фрида, книги Никоса Казандзакиса). В 1958 году вышел роман «Le Temps n’est rien» (1958), за которым последовали многочисленные стихотворения, новеллы, романы и повести, в том числе «La Confidente» (1962), «Le Visage effleuré de peine» (1964), «Le Grand repas» (1966), «Brelin le fou ou le portrait de famille» (1975). В прозе Прассинос звучат темы беззащитности человека в жестоком мире; её творчеству свойственны «элементы сказочного искажения реальности, фантастическое видение мира».
В 1967 году выходит сборник «Les Mots endormis», объединяющий стихотворения Прассинос сюрреалистского периода; за ним следует «La Vie, la Voix» (1971). Последующие поэтические сборники, «Le ciel et la terre se marient» (1979) и «L’instant qui va» (1985), адресованы детям. Ряд детских стихотворений Прассинос вошёл во Франции в школьные хрестоматии. Прассинос продолжала писать и прозу: в 1961 году сборник новелл «Le Cavalier» был удостоен премии за лучший рассказ (Prix de la Nouvelle); в 1976 году вышло собрание сказок «Trouver sans chercher»; в 1982 году — сборник новелл «Mon cœur les écoute», исполненных поэзии и юмора. В 1990-х — 2000-х годах были изданы сборники «La Lucarne» (1990), «La Table de famille» (1994) и «La Mort de Socrate et autres nouvelles» (2006).
Прассинос известна также как художница-график, иллюстрировавшая собственные тексты и, в числе прочего, «Охоту на Снарка» Кэрролла. Кроме того, она создавала своеобразные аппликации из кусочков разноцветного фетра, в том числе на библейские темы.
Жизель Прассинос умерла в 2015 году в Париже, в возрасте девяноста пяти лет.

## Комментарии
1. ↑  На площади Бланш находилась квартира Бретона.